# Orobancàcies
Les orobancàcies (Orobanchaceae) són una família de plantes angiospermes de l'ordre de les lamials (Lamiales), dins del clade de les làmides, un subclade de les astèrides. Conté unes 2.500 espècies, agrupades en un centenar de gèneres. És una família cosmopolita, però destaca la seva presència a les zones temperades de l'hemisferi nord, les d'Àfrica i Madagascar.
Excepte el gènere Lindenbergia, tots els membres d'aquesta família són holoparàsits o hemiparàsits d'altres espermatòfits. Les espècies holoparàsites són completament parasítiques, sense clorofil·la, incapaces de realitzar la fotosíntesi: d'aquí que puguin ser de color groc, brunenc, violaci, però mai de tonalitats verdes. En canvi, les hemiparàsites (transferides de la família de les Escrofulariàcies) realitzen la fotosíntesi malgrat ser paràsites.
Als Països Catalans, tradicionalment només hi havia 2 gèneres: Cistanche amb una única espècie del sud del País Valencià (Cistanche phelypaea) i Orobanche amb més de 20 espècies i moltes subespècies difícils de determinar. Però en els estudis moleculars fets pel "Grup de Filogènia de les Angiospermes" (Sistema APG) es va poder veure com tenia relacions amb altres gèneres que, morfològicament, semblaven prou diferents.
Com a resultat d'aquests estudis, tots aquests gèneres, tradicionalment considerats com a escrofulariàcies presents als PPCC, han estat transferits a les orobancàcies: Melampyrum, Tozzia, Euphrasia, Bartsia (incloent els gèneres Parentucellia i Bellardia que alguns autors separen de Bartsia), Odontites,  Pedicularis, Rhinanthus o Lathraea. Tots ells presenten certs nivells de parasitisme envers les arrels de les plantres veïnes.

## Descripció
Són plantes herbàcies, anuals o perennes. L'aparell radical nul, o poc desenvolupat, s'ha transformat en haustoris que es fixen a les rels dels hostes per extreure'n aliment. Les tiges, d'uns 10 a 50 cm d'alçada, són dretes, no ramificades i més o menys glanduloses, de color violaci, brunenc, grogós o blanquinós. Les fulles són esparses, del mateix color que la tija, i estan reduïdes a bràctees esquamiformes. Les flors, agrupades en espigues al damunt de les tiges, són zigomorfes, amb corol·la bilabiada formada per 5 pètals soldats; l'androceu consta de 4 estams i l'ovari és súper, bicarpel·lar, però amb una sola cavitat, caràcter que permet diferenciar les orobancàcies de les escrofulariàcies. Als Països Catalans hi trobem el gènere Orobanche. Presenten estaminodis, estams que resten estèrils al final del seu desenvolupament i no produeixen pol·len.

## Taxonomia
Aquesta família va ser publicada per primer cop l'any 1799, amb el mom d'Orobanchoideae, al segon volum de l'obra Tableau du Règne Végétal, Selon la Méthode de Jussieubotànic francès Étienne Pierre Ventenat (1757-1808).

### Gèneres
Dins d'aquesta família es reconeixen els 99 gèneres següents:
- Aeginetia L.
- Agalinis Raf.
- Alectra Thunb.
- Anisantherina Pennell
- Asepalum Marais
- Aureolaria Raf.
- Bardotia Eb.Fisch., Schäferh. & Kai Müll.
- Bartsia L.
- Baumia Engl. & Gilg
- Bellardia All.
- Boschniakia C.A.Mey. ex Bongard
- Brachystigma Pennell
- Brandisia Hook.f. & Thomson
- Buchnera L.
- Bungea C.A.Mey.
- Buttonia McKen ex Benth.
- Campbellia Wight
- Castilleja Mutis ex L.f.
- Centranthera R.Br.
- Chloropyron Behr
- Christisonia Gardner
- Cistanche Hoffmanns. & Link
- Conopholis Wallr.
- Cordylanthus Nutt. ex Benth.
- Cyclocheilon Oliv.
- Cycniopsis Engl.
- Cycnium E.Mey. ex Benth.
- Cymbaria L.
- Dasistoma Raf.
- Dicranostegia (A.Gray) Pennell
- Epifagus Nutt.
- Eremitilla Yatsk. & J.L.Contr.
- Escobedia Ruiz & Pav.
- Esterhazya J.C.Mikan
- Euphrasia L.
- Gerardiina Engl.
- Ghikaea Volkens & Schweinf.
- Gleadovia Gamble & Prain
- Graderia Benth.
- Harveya Hook.
- Hedbergia Molau
- Hiernia S.Moore
- Hyobanche L.
- Kopsiopsis (Beck) Beck
- Lamourouxia Kunth
- Lathraea L.
- Leptorhabdos Schrenk ex Fisch. & C.A.Mey.
- Leucosalpa Scott Elliot
- Lindenbergia Lehm.
- Macranthera Nutt. ex Benth.
- Magdalenaea Brade
- Mannagettaea Harry Sm.
- Melampyrum L.
- Melasma P.J.Bergius
- Micrargeria Benth.
- Micrargeriella R.E.Fr.
- Monochasma Maxim. ex Franch. & Sav.
- Neobartsia Uribe-Convers & Tank
- Nesogenes A.DC.
- Nothobartsia Bolliger & Molau
- Nothochilus Radlk.
- Odontitella Rothm.
- Odontites Ludw.
- Omphalotrix Maxim.
- Orobanche L.
- Orthocarpus Nutt.
- Parasopubia H.-P.Hofm. & Eb.Fisch.
- Parentucellia Viv.
- Pedicularis L.
- Phacellanthus Siebold & Zucc.
- Phelypaea Tourn. ex L.
- Phtheirospermum Bunge ex Fisch. & C.A.Mey.
- Physocalyx Pohl
- Pseudobartsia D.Y.Hong
- Pseudomelasma Eb.Fisch.
- Pseudosopubia Engl.
- Pseudostriga Bonati
- Pterygiella Oliv.
- Radamaea Benth.
- Rehmannia Libosch. ex Fisch. & C.A.Mey.
- Rhamphicarpa Benth.
- Rhaphispermum Benth.
- Rhinanthus L.
- Rhynchocorys Griseb.
- Schwalbea L.
- Seymeria Pursh
- Seymeriopsis Tzvelev
- Sieversandreas Eb.Fisch.
- Silviella Pennell
- Siphonostegia Benth.
- Sopubia Buch.-Ham. ex D.Don
- Striga Lour.
- Tetraspidium Baker
- Thunbergianthus Engl.
- Tozzia L.
- Triphysaria Fisch. & C.A.Mey.
- Vellosiella Baill.
- Xylanche Beck
- Xylocalyx Balf.f.

### Sinònims
Els següents noms científics són sinònims heterotípics d'Orobanchaceae:
- CyclocheilaceaeMarais
- Nesogenaceae Marais